# 오틀리

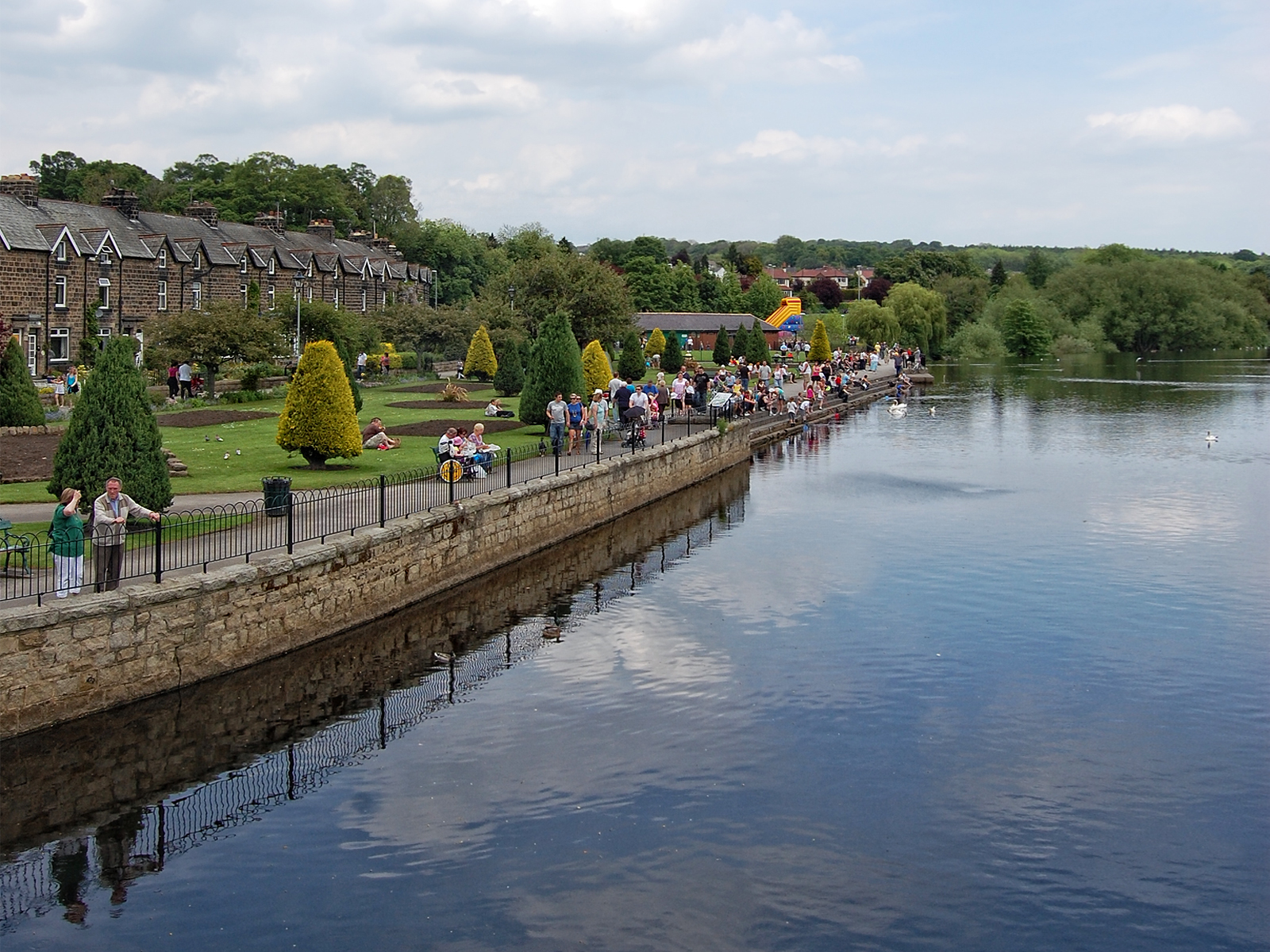
오틀리

오틀리(Otley)는 웨스트요크셔주의 도시로, 인구는 14,124명이다.